# FC Utrecht in het seizoen 1999/00
Het seizoen 1999/2000 was het 29e jaar in het bestaan van de Utrechtse betaaldvoetbalclub FC Utrecht. De club kwam uit in de Eredivisie en eindigde daarin op de 10e plaats. Tevens deed de club mee aan het toernooi om de KNVB Beker, hierin werd in de kwartfinale verloren van Roda JC (0–1).

## Wedstrijdstatistieken

### Eredivisie
|       | Ajax  | AZ    | FC Den Bosch | Cambuur Leeuwarden | Feyenoord | Fortuna Sittard | De Graafschap | sc Heerenveen | MVV   | N.E.C. | PSV   | RKC Waalwijk | Roda JC | Sparta Rotterdam | FC Twente | Vitesse | Willem II |
| ----- | ----- | ----- | ------------ | ------------------ | --------- | --------------- | ------------- | ------------- | ----- | ------ | ----- | ------------ | ------- | ---------------- | --------- | ------- | --------- |
| Thuis | 3 – 1 | 3 – 3 | 2 – 1        | 1 – 2              | 3 – 4     | 2 – 1           | 2 – 1         | 2 – 2         | 2 – 0 | 1 – 0  | 1 – 1 | 4 – 1        | 1 – 2   | 3 – 1            | 1 – 0     | 2 – 0   | 1 – 1     |
| Uit   | 2 – 0 | 0 – 1 | 3 – 2        | 4 – 3              | 1 – 2     | 3 – 0           | 1 – 2         | 1 – 0         | 4 – 1 | 0 – 1  | 2 – 1 | 2 – 0        | 3 – 2   | 3 – 0            | 4 – 2     | 3 – 1   | 4 – 3     |

### KNVB Beker
| Groepsfase                                         | Elinkwijk                                                                                       | 1 – 7 (0 – 3) | FC Utrecht |
| 5 augustus 1999 Plaats: Utrecht Sportpark Zuilen   | Patrick Zwaanswijk 53' (e.d.)                                                                   |               | 25', 73' Dirk Kuijt 40' Alfons Groenendijk 42' Didier Martel 46' Mitchell van der Gaag 62' Ruud Berger 79' Theo Lucius |
| Groepsfase                                         | FC Utrecht                                                                                      | 3 – 0 (2 – 0) | Argon |
| 10 augustus 1999 Plaats: Utrecht Galgenwaard       | Didier Martel 9', 16', 72'                                                                      |               | |
| Groepsfase                                         | FC Utrecht                                                                                      | 6 – 1 (2 – 1) | Spakenburg |
| 18 augustus 1999 Plaats: Utrecht Galgenwaard       | Jamie Forrester \| 9', 39', 89' Marinus Dijkhuizen 46', 64' John de Jong 52'                    |               | 40' Hilmi Mihci |
| 2e ronde                                           | FC Utrecht                                                                                      | 2 – 0 (0 – 0) | FC Den Bosch |
| 22 september 1999 Plaats: Utrecht Galgenwaard      | Dirk Kuijt 51' Theo Lucius 83'                                                                  |               | |
| 3e ronde                                           | ADO Den Haag                                                                                    | 1 – 3 (0 – 1) | FC Utrecht |
| 28 oktober 1999 Plaats: Den Haag Zuiderparkstadion | Jan-Paul Saeijs 82'                                                                             |               | 11' Rodney Cairo 54' Patrick Zwaanswijk 84' Ruud Berger                                                                |
| Achtste finale                                     | FC Utrecht                                                                                      | 5 – 3 (2 – 0) | Go Ahead Eagles |
| 30 januari 2000 Plaats: Utrecht Galgenwaard        | Didier Martel 18' (pen.) John de Jong 38' Theo Lucius 58' Dirk Kuijt 81' Patrick Zwaanswijk 86' |               | 52', 55' Mike Zonneveld 61' Dick Kooijman                                                                              |
| Kwartfinale                                        | FC Utrecht                                                                                      | 0 – 1 (0 – 0) | Roda JC |
| 16 februari 2000 Plaats: Utrecht Galgenwaard       |                                                                                                 |               | 85' Eric van der Luer                                                                                                  |

## Statistieken FC Utrecht 1999/2000

### Eindstand FC Utrecht in de Nederlandse Eredivisie 1999 / 2000
| Stand | Gespeeld | Gewonnen | Gelijk | Verloren | Punten | Doelpunten voor | Doelpunten tegen |
| ----- | -------- | -------- | ------ | -------- | ------ | --------------- | ---------------- |
| 10e   | 34       | 14       | 4      | 16       | 46     | 55              | 61               |

### Topscorers
| #                    | Naam                  | Goal |
| -------------------- | --------------------- | ---- |
| 1.                   | Didier Martel         | 8    |
| 2.                   | Mitchell van der Gaag | 6    |
| 2.                   | Dirk Kuijt            | 6    |
| 4.                   | Alfons Groenendijk    | 5    |
| 4.                   | John de Jong          | 5    |
| 4.                   | Reinier Robbemond     | 5    |
| 7.                   | Marinus Dijkhuizen    | 4    |
| 8.                   | Theo Lucius           | 3    |
| 8.                   | Patrick Zwaanswijk    | 3    |
| 10.                  | Rodney Cairo          | 2    |
| 11.                  | Azubuike Oliseh       | 1    |
| 11.                  | Karim Touzani         | 1    |
| 11.                  | Tom Van Mol           | 1    |
| 11.                  | Stijn Vreven          | 1    |
| Onbekende doelpunten |                       |      |
| –                    | Onbekend              | 4    |
| Totaal               | Totaal                | 55   |

| #      | Naam                  | Goal |
| ------ | --------------------- | ---- |
| 1.     | Didier Martel         | 5    |
| 2.     | Dirk Kuijt            | 4    |
| 3.     | Jamie Forrester       | 3    |
| 3.     | Theo Lucius           | 3    |
| 5.     | Ruud Berger           | 2    |
| 5.     | Marinus Dijkhuizen    | 2    |
| 5.     | John de Jong          | 2    |
| 5.     | Patrick Zwaanswijk    | 2    |
| 9.     | Rodney Cairo          | 1    |
| 9.     | Mitchell van der Gaag | 1    |
| 9.     | Alfons Groenendijk    | 1    |
| Totaal | Totaal                | 26   |

## Voetnoten
Ajax ·
AZ ·
FC Den Bosch ·
Cambuur Leeuwarden ·
Feyenoord ·
Fortuna Sittard ·
De Graafschap ·
sc Heerenveen ·
MVV ·
N.E.C. ·
PSV ·
RKC Waalwijk ·
Roda JC ·
Sparta Rotterdam ·
FC Twente ·
FC Utrecht ·
Vitesse ·
Willem II